# Aspilota puliciformis
Aspilota puliciformis är en stekelart som beskrevs av Fischer 1973. Aspilota puliciformis ingår i släktet Aspilota och familjen bracksteklar. Inga underarter finns listade.